# Minero

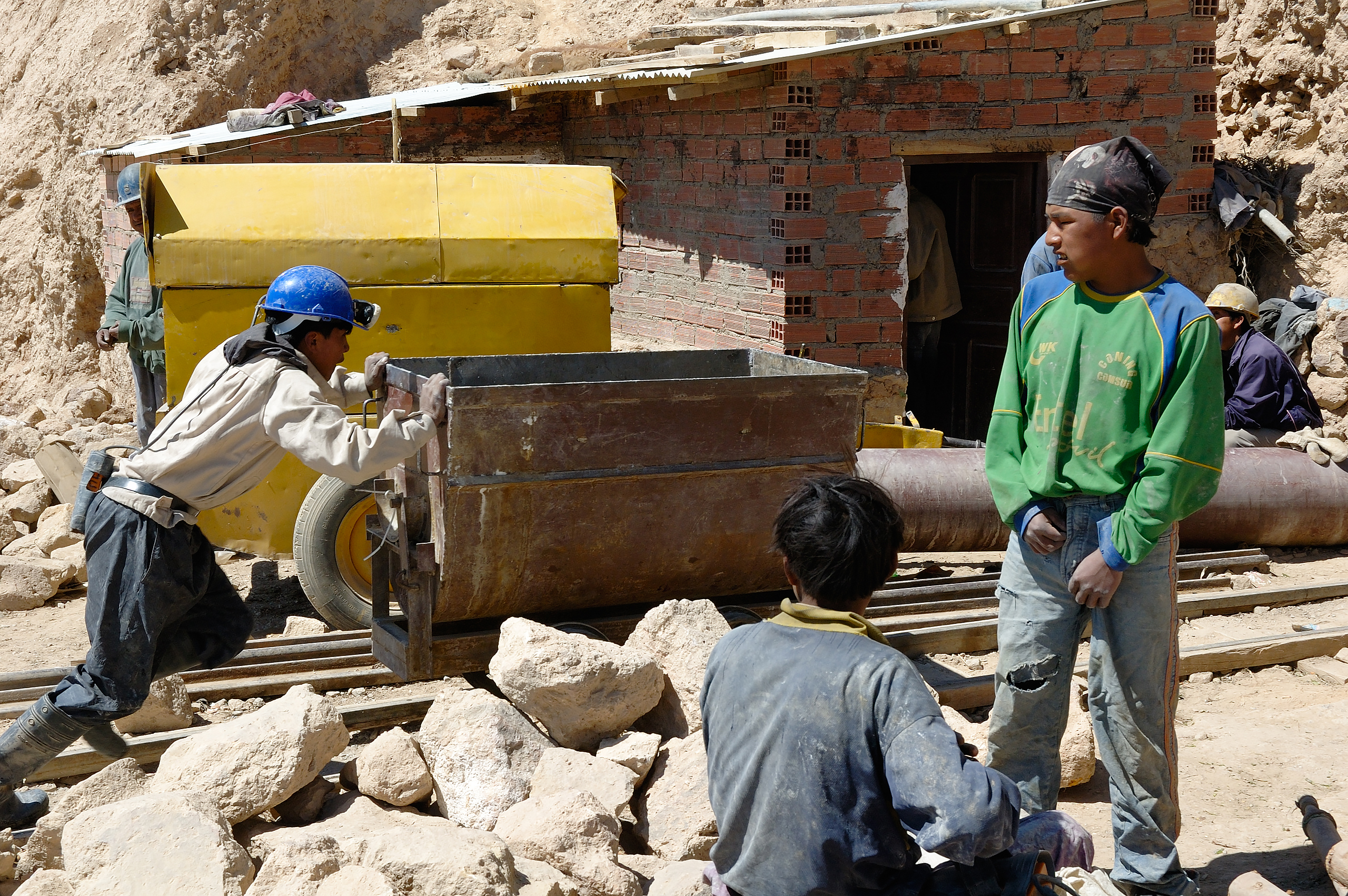
Grupo de mineros potosinos trabajando en las minas del Cerro Rico, Bolivia.

Se denomina minero a la persona que se encarga de excavar minas para extraer minerales. 

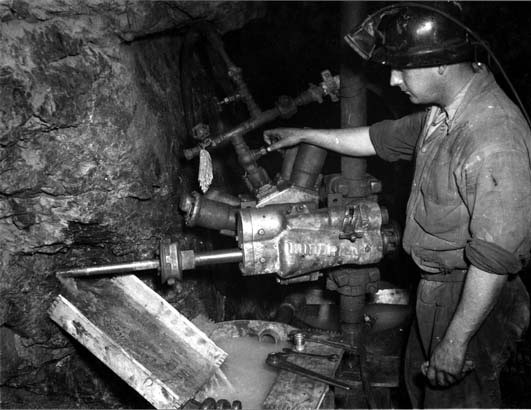
Minero taladrando en la mina en Australia alrededor de 1951

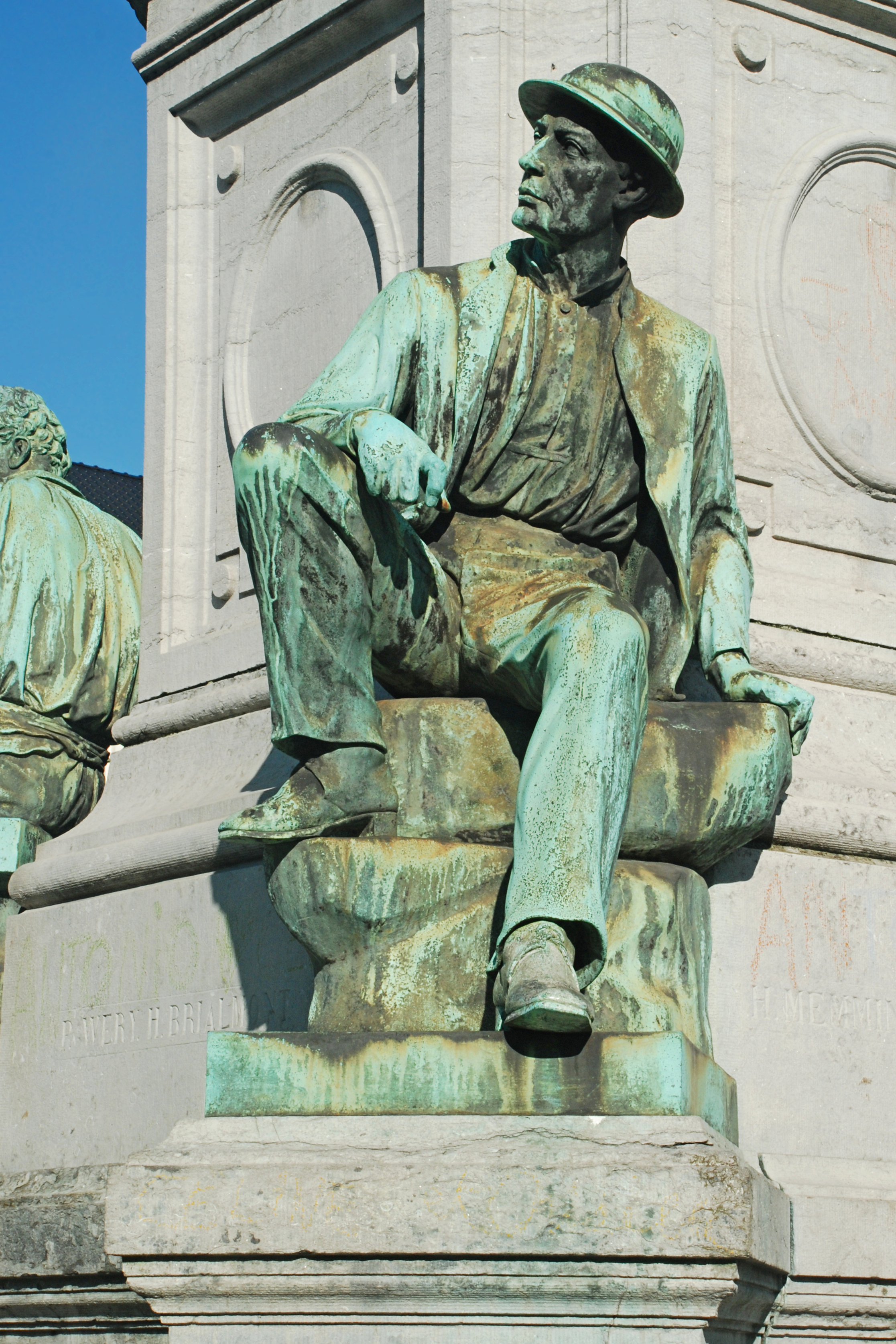
Estatua de un minero (Monumento a John Cockerill en Bruselas).

Las principales ocupaciones de un minero incluyen taladrar la roca con picos y palas o utilizando herramientas eléctricas para extraer el mineral, apuntalar los túneles con soportes de madera para impedir su derrumbe, desplegar vías para el transporte de la piedra o cargar el mineral en vagonetas para su transporte al exterior. 
En ocasiones, los mineros realizan funciones auxiliares como crear túneles de pasaje o ventilación, excavar salas o pozos para facilitar la actividad de extracción.
El trabajo de un minero en el interior de la mina es duro. En primer lugar, están privados de la luz del sol por lo que deben alumbrarse con lámparas acopladas a sus cascos. En segundo lugar, se trata de un trabajo sucio pues el polvo de mineral impregna las ropas, el cabello y la piel de los trabajadores. El trabajo de minero exige un importante esfuerzo físico y no está exento de riesgos. En muchas ocasiones deben trabajar en posturas forzadas o recorrer largas distancias inclinados o de rodillas para alcanzar la veta. Por otra parte, a menudo se ven expuestos a derrumbes o desprendimientos de rocas que pueden provocar desde pequeñas fracturas hasta la muerte por aplastamiento. Los mineros también pueden provocarse rebanaduras y amputaciones al trabajar con herramientas cortantes. Finalmente, pueden padecer la silicosis, una enfermedad causada por la inhalación prolongada de compuestos químicos que afecta irreversiblemente a los pulmones y dificulta la respiración.

## El minero en España
Laboralmente, la profesión de minero en España se encuentra regulada por el Estatuto del Minero, aprobado mediante el Real Decreto 3255/1983, de 21 de diciembre. Algunas de las principales medidas adoptadas por el Estatuto del Minero son:
- Jornada laboral máxima de 35 horas para el personal de interior;
- Descanso semanal de dos días;
- Reducción de la edad de jubilación;
- Instauración de los Comités de Seguridad e Higiene en el Trabajo y de los Delegados Mineros de Seguridad.

## La mujer en la mina
El convenio número 45 de la Organización Internacional del Trabajo, adoptado el 21 de junio de 1935, en su artículo 2, establece la prohibición del trabajo de la mujer en las minas subterráneas.
Este convenio ha sido ratificado por 70 países, 28 de los cuales lo han denunciado.